# کینچو نارابینی کوگه شوهاتو
کینچو نارابینی کوگه شوهاتّو (به ژاپنی: 禁中並公家諸法度 Kinchu Narabini Kuge Shohatto) اساسنامه‌ای حقوقی در ۱۷ ماده است که به منظور تنظیم رابطه دولت و امپراتور ژاپن و خانواده سلطنتی تنظیم شده است. این اساسنامه در (۹ سپتامبر ۱۶۱۵) توسط سه سیاستمدار ژاپنی، اوگوشو (شوگون بازنشسته)، توکوگاوا ایه‌یاسو، دومین شوگون توکوگاوا هیده‌تادا و کانپاکوی قبلی نیجو آکیزانه به امضاء رسید. این اساسنامه در طول مدت دو نیم قرن و در طی حکمرانی شوگونسالاری توکوگاوا معتبر بود و تغییری نداشت.